# Triumfetta orthacantha
Triumfetta orthacantha är en malvaväxtart som beskrevs av Friedrich Welwitsch och Maxwell Tylden Masters. Triumfetta orthacantha ingår i släktet triumfettor, och familjen malvaväxter. Inga underarter finns listade i Catalogue of Life.